# Louis Lempereur de Saint-Pierre
Louis Lempereur de Saint-Pierre est un homme politique français né le 4 juillet 1825 à Dôle (Jura) et décédé le 2 février 1889.
Fils de Claude Lempereur de Saint-Pierre, ancien député, il est représentant de la Manche de 1871 à 1876, il siège sur les bancs monarchistes. Il est inscrit à la réunion des réservoirs et au cercle Colbert. Il est conseiller général du canton de Sartilly en 1871. Il ne se représente pas en 1876, obtenant cependant 203 voix et il se retire de la vie politique.

## Sources
- « Louis Lempereur de Saint-Pierre », dans Adolphe Robert et Gaston Cougny, Dictionnaire des parlementaires français, Edgar Bourloton, 1889-1891 [détail de l’édition]

- Ressource relative à la vie publique :   - Base Sycomore
- Notices d'autorité :   - VIAF
  - ISNI
  - BnF (données)